# Rituals + Routines
Rituals + Routines ist eine EP von Marquis Hill. Die um 2022 entstandenen Aufnahmen erschienen am 8. Juni 2023 auf Edition Records.

## Hintergrund
Seit er 2014 im Alter von 27 Jahren den prestigeträchtigen Thelonious-Monk-Wettbewerb gewann, begeistert der Chicagoer Trompeter Marquis Hill die Jazz-Fans, notiert Neal Spencer, und positioniert seine Musik gleichzeitig in den breiteren Traditionen von Contemporary R&B und Hip-Hop – der Musik, mit der er aufgewachsen ist. An Marquis Hills EP wirkten eine Reihe von Gastmusikern mit; so ist „Peace (Be Still)“ ein Spoken-Word-Stück mit dem Sänger G Thomas Allen. Der Vibraphonist Joel Ross ist in „Stretch (The Body)“ zu hören, der Saxophonist Braxton Cook in „Cleanse (The Waters)“.

## Titelliste
- Marquis Hill: Rituals + Routines (Edition Records)

1. Rise (All Possibilities) feat. Ariesfoolmoon 2.15
2. Breathe (Give Thanks & Gratitude) 3.19
3. Stretch (The Body) – feat. Joel Ross 3:19
4. Cleanse (The Waters) – feat. Braxton Cook 4.11
5. Smoke (Herbs & Teas) – feat. Doelow Da Pilotman 3:03
6. Peace (Be Still) – feat. G. Thomas Allen 2:36
7. Break (Fuel) 1:56
8. Outside (Protected) – feat. Phoelix 3:04

Die Kompositionen stammen von Marquis Hill.

## Rezeption

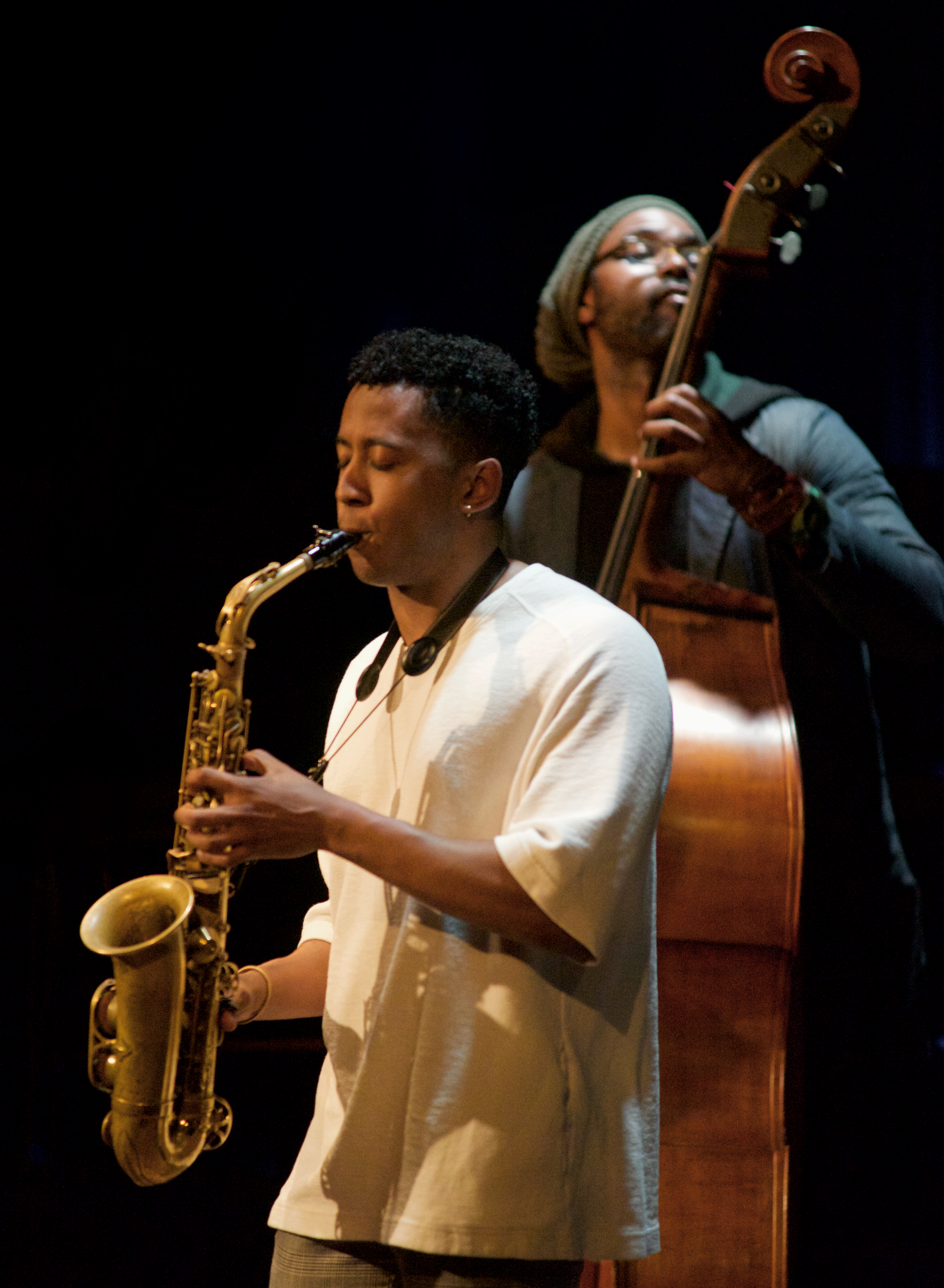
Braxton Cook und Junius Paul mit dem Marquis Hill Blacktet im BIM Amsterdam 2019

Während sein vorheriges Album, „New Gospel Revisited“ aus dem Jahr 2022, ein Live-„Gewaltakt“ gewesen sei, bei der er Post-Bop mit einer energiegeladenen Band präsentiert habe, sei „Rituals + Routines“ ein ganz anderes Produkt, schrieb Neil Spencer im Guardian: ein 24-minütiger Blick auf das tägliche Leben, der die Hörer dazu einlade, „sinnvolle Rituale zu etablieren“ – mit anderen Worten, Achtsamkeit zu üben. Jeder der acht Titel würde kosmische Gedanken enthalten – „Wenn wir einatmen, kommt Gott in uns“, rät Hill auf „Breathe“ –, während sich die Musik in einer Reihe hoch aufgeladener Atmosphären entfalte. „Stretch“ (The Body) werde in einem lebhaften Galopp gespielt und präsentiere das hypnotisierende Vibraphon von Joel Ross, einem häufigen Begleiter Hills, während „Cleanse“ (The Waters) langsam laufe und dabei Marquis Hills Trompete und Braxton Cooks Altsaxophon aufgeregt miteinander ringen würden. Voller Ideen und einer spielerischen Note („Spielzeug“ gehört zu den aufgeführten Instrumenten) bestätige es seinen Schöpfer als herausfordernden Hauptdarsteller.
Der Trompeter Marquis Hill sei ein faszinierender Künstler, dessen Werk geschickten, komplexen Post-Bop umfasst; Groove-Musik, die irgendwo zwischen Hip-Hop und Quiet Storm R&B angesiedelt sei und Meditationssoundtracks, meint Phil Freeman (Stereogum). Diese kurze Platte enthalte gesampelte Stimmen, die fast lehrreiche Botschaften vermitteln, während Hill und seine Gruppe straff, Groove-basiert, aber auch psychedelisch expansiv vorgehen – Musik, die einen in die Irre führen könne. Bei den „Botschaften“ gehe es darum, bewusst im Augenblick zu leben, die Dinge, die man jeden Tag tue, scheinbar unbewusst,  zu überprüfen und zu versuchen, ihnen eine größere Absicht zu verleihen. Auf „Stretch (The Body)“ tauche der Vibraphonist Joel Ross auf und liefere ein präzises und schwungvolles Solo, das aus dem ansonsten atemlosen Track herausspringe.